# Giulio Ingianni
Giulio Ingianni (Marsala, 18 dicembre 1876 – Roma, 10 luglio 1958) è stato un militare e politico italiano, comandante generale del Corpo delle capitanerie di porto e senatore del Regno.

## Biografia
Nato da Francesco Ingianni, brigadiere doganale e Maria Tumbiolo, dopo essersi diplomato presso l'Istituto tecnico nautico di Trapani venne iscritto nella terza categoria della leva obbligatoria di Porto Empedocle e, tramite concorso, nel gennaio del 1896 entrò nell'amministrazione delle capitanerie di porto, con la qualifica di applicato di porto di 2ª classe, presso la capitaneria di Porto Empedocle. Dopo la promozione ad applicato di porto di 1ª classe, conseguita nel 1898, viene trasferito nella sede di Palermo, la città dove avrebbe sposato Giulia Fodale. Dal matrimonio sono nate tre figlie: Maria, Letizia e Iole. Nel capoluogo siciliano presta servizio sino al 1904, anno in cui, passato ufficiale di porto di 3ª classe, viene trasferito presso l'Ispettorato del Corpo delle capitanerie di porto a Roma dove avrebbe trascorso gran parte della sua carriera.
Prese parte con il grado di capitano di porto alla prima guerra mondiale operando in Adriatico al seguito di Francesco Mazzinghi, primo comandante generale del corpo delle capitanerie di porto. Al termine del conflitto nel 1919 prese parte alla Conferenza della pace di Parigi in qualità di delegato italiano, per essere nuovamente inviato a Parigi alla “Commissione delle riparazioni di guerra”, svoltasi tra il 1º marzo 1920 e il 26 agosto 1921, dove si adoperò attivamente affinché il patrimonio navale della Venezia Giulia, in particolare triestino, non fosse diviso tra le potenze vincitrici del conflitto, scoraggiando, le mire inglesi sulla flotta navale ex-austriaca e quelle iugoslave.
Rientrato in Italia, fu nel 1922 capo di gabinetto del sottosegretario di Stato per la Marina mercantile, Costanzo Ciano; e dal 14 agosto 1922 venne nominato regio commissario del Consorzio autonomo del porto di Genova.

### Comandante del Corpo delle capitanerie
Il 15 aprile 1924 reggente della Direzione generale della Marina mercantile, incarico che ricoprirà sino al giugno/luglio 1944. il 19 aprile 1925 venne nominato generale ispettore capo del Corpo delle capitanerie di porto, mantenendo tale incarico fino al 1927, continuando a mantenere in tale periodo anche quello di direttore generale della Marina mercantile.
Fece anche parte, come esperto navale, della delegazione italiana alla conferenza del Trattato navale di Londra e per la tutela della vita umana in mare e per il bordo libero (1928), e per la riduzione degli armamenti nell'inverno del 1930.

### Senatore del Regno
Dopo la cessazione dal servizio nel 1939 venne nominato Senatore del Regno il 12 ottobre dello stesso anno su proposta del Ministero delle comunicazioni, prestando giuramento il successivo 21 dicembre, dopo la convalida della nomina avvenuta il 14 novembre operando come membro della Commissione finanze dal 23 gennaio 1940 al 5 agosto 1943 e venne richiamato in servizio durante la seconda guerra mondiale fino al 1944.
Il 7 agosto 1944 venne deferito all'Alta corte di giustizia per le sanzioni contro il fascismo con l'imputazione di essere stato tra i "Senatori ritenuti responsabili di aver mantenuto il fascismo e resa possibile la guerra sia coi loro voti, sia con azioni individuali, tra cui la propaganda esercitata fuori e dentro il Senato". Il 31 luglio 1945 vi fu l'Ordinanza di rigetto della richiesta di decadenza da senatore.

### Nel dopoguerra
Nel secondo dopoguerra, ormai ritirato dalla vita pubblica, nel 1953 ricevette il titolo di grande ufficiale al merito della Repubblica italiana con cui vennero riconosciuti a Giulio Ingianni l'impegno e la dedizione che per una vita ha dedicato alla marineria italiana e al Corpo delle capitanerie di porto.
Alla sua memoria è stata intitolata una motovedetta della Guardia Costiera, la "CP-409" varata ad Ancona nel 1991, entrata in servizio nel 1992 e in servizio a Livorno presso la locale capitaneria di porto.

## Scritti (selezione)
- L'equilibrio sociale nella legislazione marittima, Roma, L. Cecchini, estratto dal fasc. di «Rivista Marittima», agosto-settembre, 1902
- La Conferenza internazionale di Bruxelles sull'urto delle navi e sull'assistenza marittima, «Rivista Marittima», Ministero della Marina, luglio 1906, p. 55
- La nuova via: il Panama, «Rivista Marittima», Ministero della Marina, gennaio 1913, p.213 (on-line)
- Le basi del problema marinaro in Italia, «Rivista Marittima», Ministero della Marina, 1917, p.131 (recensione)